# Cantrainea
Cantrainea là một chi ốc biển, là động vật thân mềm chân bụng sống ở biển trong họ Colloniidae.

## Các loài
Các loài trong chi Cantrainea gồm có:
- Cantrainea globuloides (Dautzenberg & H. Fischer, 1896)[2]
- Cantrainea inexpectata (Marshall, 1979)
- Cantrainea jamsteci (Okutani & Fujikura, 1990)
- Cantrainea macleani Warén & Bouchet, 1993[3]
- Cantrainea nuda Okutani, 2001[4]
- Cantrainea panamensis (Dall, 1908)
- Cantrainea peloritana (Cantraine, 1835)[5]
- Cantrainea philipiana (Dall, 1889)
- Cantrainea yoyottei Vilvens, 2001[6]